# Naulila
Naulila ist eine Ortschaft im Südwesten Angolas.

## Verwaltung
Naulila ist Sitz einer gleichnamigen Gemeinde (Comuna) im Landkreis (Município) von Ombadja, in der Provinz Cunene. Zu den Ortschaften der Gemeinde zählt auch Calueque.

## Geschichte
Während des Ersten Weltkriegs in Südwestafrika fand dort der Kampf um Naulila zwischen deutschen und portugiesischen Truppen statt, dem bereits der deutsche Überfall auf Cuangar vorausgegangen war. 